# Медаль «За спасение погибающих»
Медаль «За спасение погибающих» (пол. Medal za Ratowanie Ginących) — была учреждена в соответствии с Президентским декретом от 22 марта 1928 г. (впервые медаль под таким названием была учреждена в Королевстве Польском в 1828 г.)

## История
Медаль была учреждена для награждения «… за смелость, отвагу и самопожертвование, проявленные при тушении пожаров, наводнениях и других стихийных бедствиях, а также спасении людей, государственного имущества и имущества граждан».
Медалью награждались как работники спасательных служб, так и отдельные граждане.
Медаль имела одну степень. Награждение ею могло производиться многократно. При каждом последующем награждении на ленту крепилась маленькая пятиконечная звездочка, выполненная из бронзы.

## Описание
Медаль «За спасение погибающих» круглая диаметром 35 мм, изготавливалась из серебра.
На лицевой стороне медали в центре изображен коронованный орел. По окружности надпись: «RZECZPOSPOLITA POLSKA». Внизу медали маленькая пятиконечная звездочка.
На оборотной стороне медали надпись в три строки: «ZA / RATOWANIE / GINACYCH», окаймленная венком из дубовых листьев.
Все изображения и надписи на медали выпуклые.

## Лента
Лента медали шелковая муаровая белого цвета с тремя продольными полосами красного цвета (две полосы проходят по краям ленты, третья — посередине). Ширина ленты 40 мм, ширина полос 3 мм каждая.